# La Pineda de Vallformosa
la Pineda de Vallformosa és un mas al municipi de Vilobí del Penedès (Alt Penedès) inclòs a l'Inventari del Patrimoni Arquitectònic de Catalunya. Masia de planta amb forma d'ela, composta de planta baixa, pis i golfes. Finestra gòtica coronella, amb columnes fines i capitells treballats. Finestra amb llinda de motllura conopial i mènsules. El portal és d'arc de mig punt adovellat. Són interessants els interiors amb portals d'arc rebaixats, conopial i allindanats, amb frontó de petxina o amb motllures i mènsules. Presenta enteixinat.